# Scott Rockenfield
Scott Rockenfield, född 15 juni 1963 i Seattle, var trumslagare i hårdrocksbandet Queensrÿche. 
Rockenfield var med och bildade Queensrÿche 1981. Bandet har sålt över 20 miljoner album världen över. 
Rockenfield började även att göra filmmusik och blev Grammy-nominerad för musiken till den animerade musikvideon Televoid från 1998.
År 2000 släppte han det instrumentala albumet Hells Canyon med gitarristen Paul Speer, och det instrumentala soloalbumet The X Chapters år 2002. Rockenfield startade även sidoprojektet Slave to the System, som fick bra recensioner när de släppte sitt självbetitlade debutalbum våren 2006. Han har även gjort musik till Call of Duty: Black Ops.
Efter en Queensrÿche-konsert den 4 februari 2017 på Monsters of Rock Cruise i Tampa tog Rockenfield en längre paus från bandet, och var därefter overksam i Queensrÿche, och 2023 avslutades en rättslig tvist med medlemmarna Eddie Jackson och Michael Wilton. 